# 風間勇刀
風間勇刀（日语：／ Kazama Yūto，1970年9月30日—），本名新野敦史，是日本男性聲優。東京都出身。血型B型。身高178公分。體重64公斤。

## 演出作品

### 電視、動畫與遊戲
- 數碼寶貝（石田大和）
- 洛克人ZERO系列（ZERO）
- 洛克人ZX（齊爾威）
- 洛克人ZX（Model Z）
- 洛克人ZXA（Model Z）
- 洛克人Rockman Zero Collections (Zero)
- IGPX（デュー）
- 頭文字D（橫田）
- 宇宙星路（カルロス）
- H2O -FOOTPRINTS IN THE SAND-（手下A）
- 天使心（公關A #42）
- 風之聖痕（高松清志）
- 戀愛占卜師（常盤崇）
- 我的狐仙女友（猶守 朔）
- 神奇寶貝超世代（火村）
- 機動戰士鋼彈 00（技術主任）
- 金田一少年之事件簿（男學生）

2006年
- 武裝鍊金（岡倉英之）

2010年
- 爆漫王（相田聰一）

2011年
- 卡片戰鬥先導者（小松田薰）
- 爆漫王。2（相田聰一）

2012年
- 卡片鬥爭先導者 亞洲巡迴賽篇（小松田薰）
- 軍火女王（ナッソス）
- 爆漫王。3（相田聰一／相田副編輯長、boss）

2013年
- LINE OFFLINE 上班族（詹姆士）
- 卡片鬥爭先導者 王牌連接篇（小松田薰）
- LINE TOWN（詹姆士）
- 飆速宅男（柴田康之）

2014年
- 飆速宅男 GRANDE ROAD（柴田康之）

2015年
- GUNDAM創戰者TRY（天山學園教練）#19

2017年
- CHAOS;CHILD（男B）

2020年
- 数码宝贝大冒险：（瓦尔德兽）

## 外部連結
- Aksent公式官網的聲優簡介 （页面存档备份，存于） （日語）
- 風間勇刀個人網站 （页面存档备份，存于） （日語）